# 圣母圣衣暨圣依搦斯堂
44°24′54.58″N 8°55′44.25″E / 44.4151611°N 8.9289583°E
圣母圣衣暨圣依搦斯堂（Chiesa di Nostra Signora del Carmine e Sant'Agnese）是一座罗马天主教教堂，位于意大利热那亚布里尼奥莱法拉利街（via Brignole De Ferrari），邻近巴尔比街；建于1262年。该堂神父原有院长（abate）头衔。

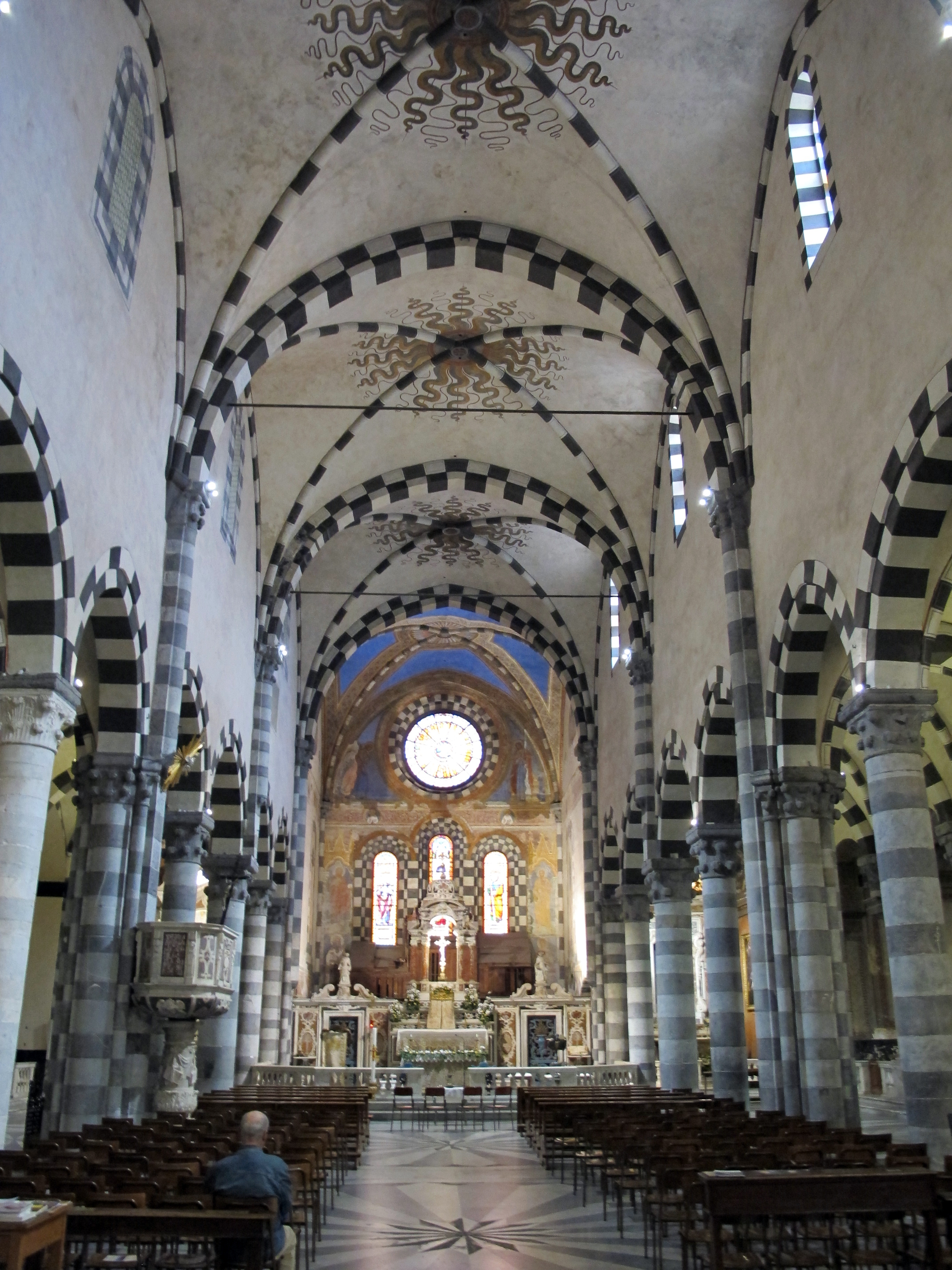
内部

该堂风格为罗曼式、巴洛克式。立面重建于1892年。